# Thaumatococcus daniellii
Thaumatococcus daniellii (Benn.) Benth. ex Eichler è una pianta originaria dell'Africa tropicale della famiglia delle Marantaceae. È una grande erba rizomatosa originaria delle foreste pluviali dell'Africa occidentale, della Sierra Leone, del Gabon e della Repubblica Democratica del Congo. È anche una specie introdotta in Australia e Singapore.
La specie è rilevante negli studi nutrizionali (similmente ai suoi numerosi parenti commestibili e utili, tra cui maranta, banano, canne, cardamomo, zenzero e curcuma), in quanto è nota per essere la fonte naturale di taumatina, una proteina intensamente dolce. La proteina è in fase di sperimentazione per la creazione di possibili dolcificanti più sani. Quando si mangia la parte carnosa del frutto, la molecola di taumatina si lega alle papille gustative della lingua, innescando una sensazione dolce che si sviluppa lentamente, lasciando un retrogusto persistente.

## Descrizione

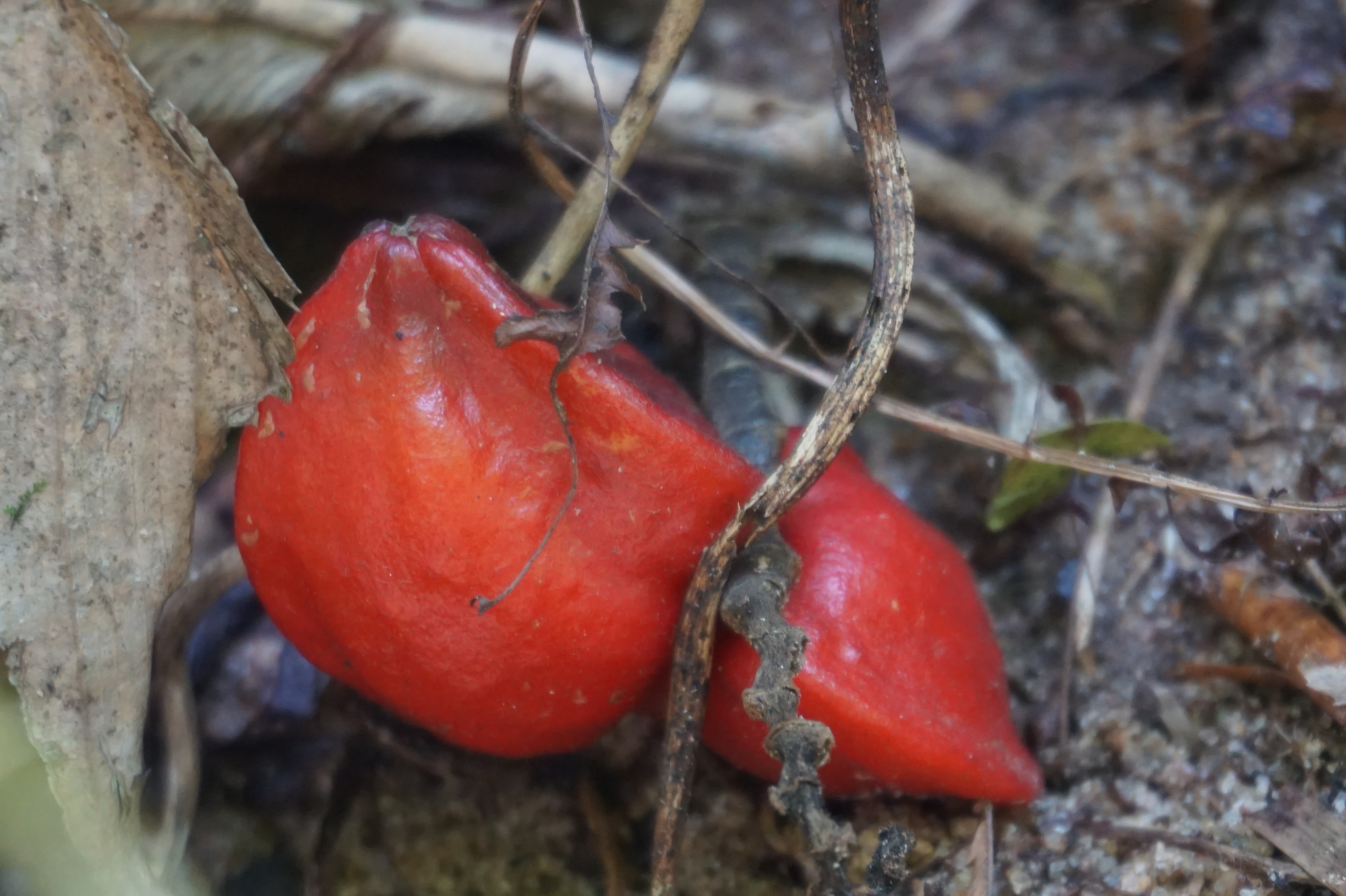
Frutti di T. daniellii

Thaumatococcus daniellii è una pianta erbacea perenne rizomatosa, alta fino a 3,5 m. Le foglie ovato-ellittiche (fino a 60 cm di lunghezza e 40 cm di larghezza) nascono singolarmente da ciascun nodo del rizoma. Le infiorescenze sono spighe singole o semplicemente ramificate che emergono dal nodo più basso. Il frutto è carnoso, di forma trigonale e, una volta maturo, assume un colore rosso-marrone scuro. A maturazione, ogni frutto contiene tre semi neri, estremamente duri. I semi sono avvolti da un arillo basale appiccicoso, sottile, di colore giallo pallido, che contiene la proteina dolcificante taumatina.

## Distribuzione e habitat
T. daniellii è originaria di Burkina Faso, Camerun, Repubblica Centrafricana, Congo, Guinea Equatoriale, Gabon, Ghana, Guinea,  Costa d'Avorio, Liberia, Nigeria, Sierra Leone, Togo.

## Usi
L'uso più comune di T. daniellii è come dolcificante. L'arillo contiene una proteina non tossica e molto dolce chiamata taumatina, che è almeno tremila volte più dolce del saccarosio. Nell'Africa occidentale, l'arillo è tradizionalmente utilizzato per dolcificare il pane, il vino di palma eccessivamente fermentato e i cibi acidi. Dalla metà degli anni '90, la taumatina è utilizzata come dolcificante e esaltatore di sapidità dall'industria alimentare e dolciaria. In sostituzione dei dolcificanti sintetici, viene utilizzato come dolcificante naturale non calorico. La taumatina non è un carboidrato ed è quindi un dolcificante ideale per i diabetici.
I semi di T. daniellii producono una gelatina che si gonfia fino a dieci volte il suo peso e quindi forniscono un sostituto dell'agar agar. T. daniellii è usato in medicina in Costa d'Avorio e Congo come lassativo, emetico e per problemi polmonari.
Nell'Africa occidentale, T. daniellii viene coltivata principalmente per le foglie che vengono utilizzate per avvolgere gli alimenti. Il picciolo viene utilizzato per tessere stuoie e come strumento e materiale da costruzione. L'intera foglia viene utilizzata per la copertura di tetti.